# الماس‌ها و سکوهای رقص
الماس‌ها و سکوهای رقص (انگلیسی: Diamonds & Dancefloors) دومین آلبوم استودیویی از خوانندهٔ آمریکایی ایوا مکس است. این آلبوم در ۲۷ ژانویهٔ ۲۰۲۳ به‌وسیلهٔ آتلانتیک رکوردز منتشر شد. این آلبوم در طول سال ۲۰۲۱ ضبط شد و اثری دنس پاپ است که به نخستین آلبوم مکس، بهشت و جهنم (۲۰۲۰)، شباهت دارد. این آلبوم به وسیلهٔ انتشار شش تک‌آهنگ پشتیبانی شد: «شاید مشکل تو هستی»، «عزیز میلیون دلاری»، «سلاح‌ها»، «رقص تمام شد»، «یکی از ما» و «روح». این آلبوم در کشورهای مختلف از جمله اتریش، آلمان، مجارستان، اسپانیا و سوئیس وارد جایگاه ده عنوان برتر جداول موسیقی شد.

## بازخورد منتقدان
| بررسی جمعی           | بررسی جمعی |
| منبع                 | رتبه‌بندی   |
| -------------------- | ---------- |
| متاکریتیک            | ۸۰/۱۰۰     |
| بررسی انتقادی        |            |
| منبع                 | رتبه‌بندی   |
| آل‌میوزیک             | [ ۴ ]      |
| The Line of Best Fit | ۷/۱۰       |
| ان‌ام‌ئی               | [ ۶ ]      |
| پاپ‌مترز              | ۷/۱۰       |

الماس‌ها و سکوهای رقص در وبگاه متاکریتیک بر اساس نظر چهار منتقد، نمرهٔ ۸۰ از ۱۰۰ را کسب کرد که نشان‌دهندهٔ «نقدهای عموماً مطلوب» است.

## جدول‌ها
| جدول (۲۰۲۳)                                   | بالاترین جایگاه |
| --------------------------------------------- | --------------- |
| آلبوم‌های استرالیایی (ای‌آرآی‌ای)                | ۳۱              |
| آلبوم‌های اتریشی (آلبوم‌های او۳)                | ۶               |
| آلبوم‌های بلژیکی (اولتراتاپ فلاندرز)           | ۱۱              |
| آلبوم‌های بلژیکی (اولتراتاپ والونیا)           | ۱۵              |
| آلبوم‌های کانادایی (بیلبورد)                   | ۲۳              |
| آلبوم‌های هلندی (جدول‌های هلند)                 | ۲۱              |
| آلبوم‌های فنلاندی (جدول رسمی فنلاند)           | ۲۳              |
| آلبوم‌های فرانسوی (اس‌ان‌ئی‌پی)                   | ۱۴              |
| آلبوم‌های آلمانی (۱۰۰ آلبوم برتر رسمی)         | ۸               |
| آلبوم‌های مجارستانی (ماهاز)                    | ۵               |
| آلبوم‌های ایرلندی (شرکت جدول‌های رسمی)          | ۳۳              |
| آلبوم‌های ایتالیایی (فیمی)                     | ۵۰              |
| آلبوم‌های دیجیتال ژاپنی (اوریکون)              | ۱۱              |
| آلبوم‌های برتر ژاپن (بیلبورد ژاپن)             | ۳۲              |
| آلبوم‌های لیتوانیایی (AGATA)                   | ۵۳              |
| آلبوم‌های نیوزیلندی (آرام‌ان‌زد)                 | ۳۶              |
| آلبوم‌های نروژی (وی‌جی-لیستا)                   | ۲۸              |
| آلبوم‌های لهستان (ZPAV)                        | ۱۹              |
| آلبوم‌های پرتغالی (ای‌اف‌پی)                     | ۲۰              |
| آلبوم‌های اسکاتلندی (شرکت جدول‌های رسمی)        | ۶               |
| آلبوم‌های اسپانیایی (پروموزیکای)               | ۱۰              |
| آلبوم‌های سوئدی (برترین‌های سوئد)               | ۵۴              |
| آلبوم‌های سوئیسی (جدول موسیقی سوئیس)           | ۸               |
| آلبوم‌های بریتانیا (شرکت جدول‌های رسمی)         | ۱۱              |
| بیلبورد ۲۰۰ ایالات متحده                      | ۳۴              |
| آلبوم‌های رقص/الکترونیک ایالات متحده (بیلبورد) | ۲               |